# 移动应用商场
移动应用商场（Mobile Market，缩写MM）为中国移动推出的综合市场，允许用户下载、购买应用及主题，并拥有多平台客户端，目前已支持Android、Symbian、KJava、OPhone、Windows Mobile平台。 移动应用商场应用数量已接近15万个，各种应用的下载已经达到9.35亿次，数字内容的下载次数达到3.5亿次，各类数字内容总量接近150万个。